# Breakdance

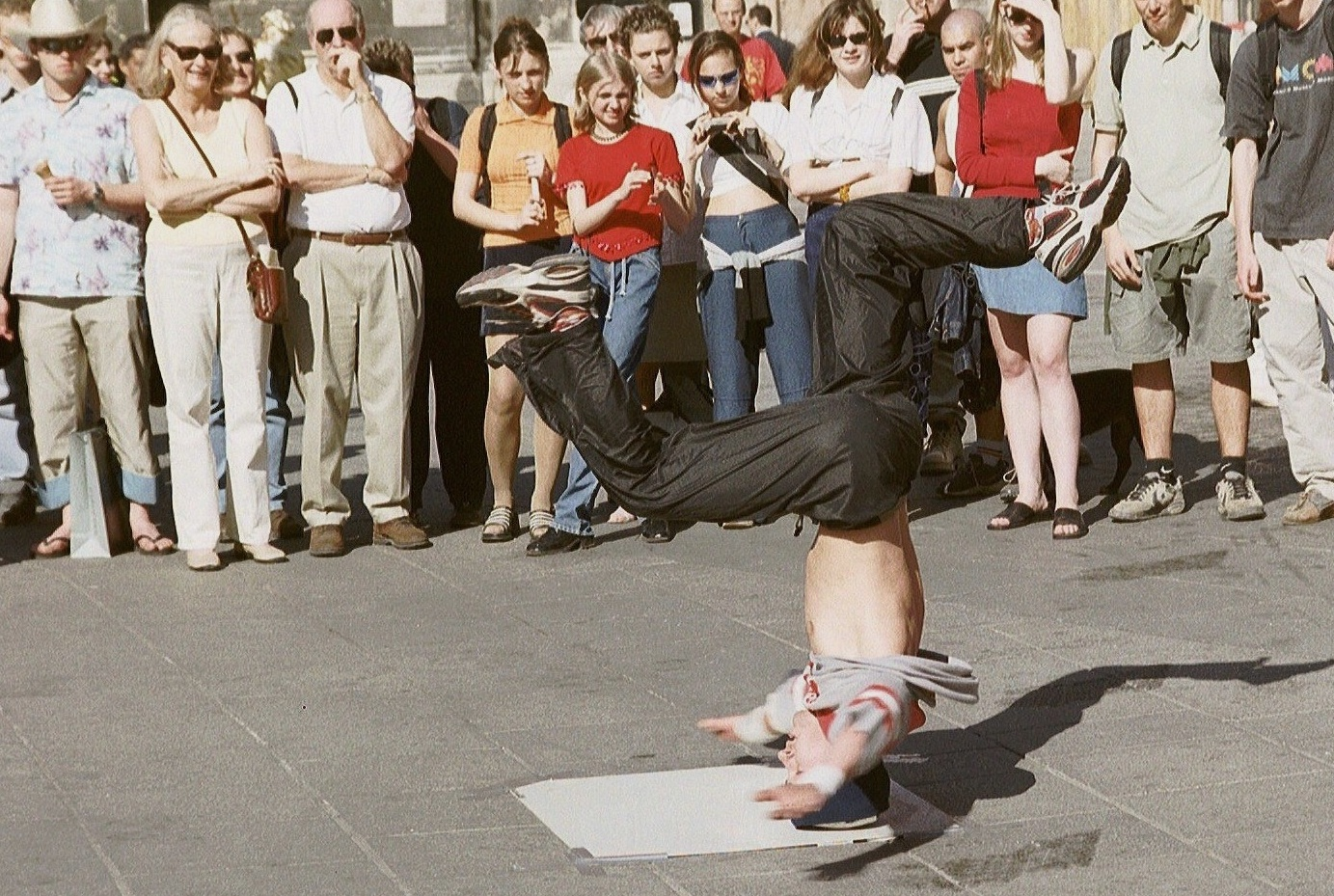
Breakdance

Breakdance (inne nazwy: break, breaking, bboying, breakdancing) – rodzaj specyficznego i unikatowego tańca z dużą liczbą elementów siłowo-sprawnościowych, oraz kroków wykonywanych „w parterze”, czyli rękami i nogami (a często całym ciałem) na ziemi. Osoba tańcząca breakdance to b-boy/biboj (mężczyzna) lub b-girl/bigerl (kobieta). Jest to skrót od słowa break-boy/breakdance-boy. Po raz pierwszy słowa "b-boy" użył DJ Kool Herc na jednej z międzyblokowych imprez (block party/street jam).
Taniec ten narodził się w latach 70. w Bronksie, dzielnicy Nowego Jorku i jest on jednym z czterech podstawowych i nieodłącznych elementów kultury hip hop obok rapu, DJ-ingu (turntablismu) oraz graffiti.

## Ruchy w breakdance
Ruchy w breakdance dzielimy na pięć podstawowych elementów – toprocki, dropy, power movesy, freeze'y i footworki.

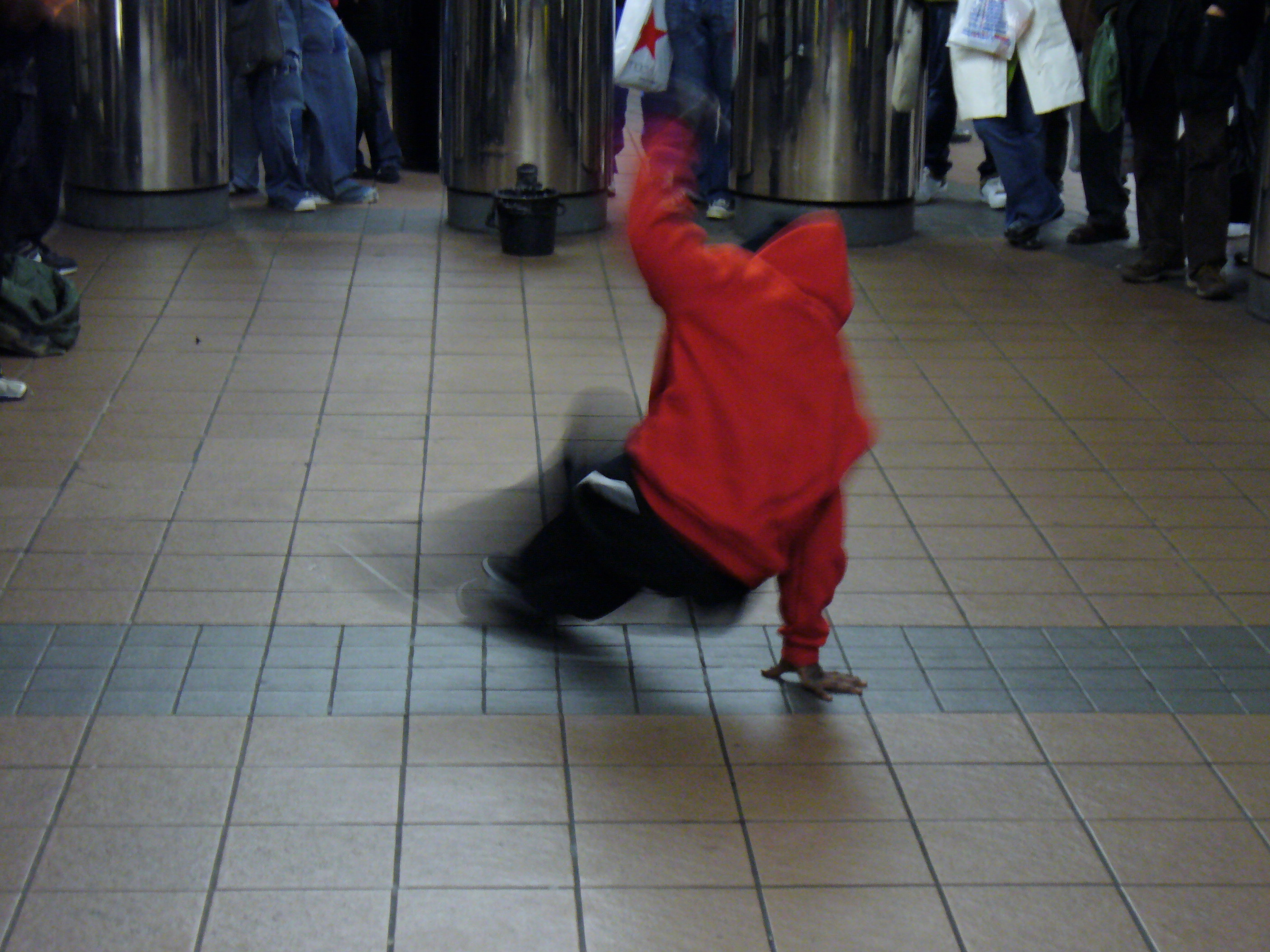
Bboy, Nowy Jork

Toprock – dynamiczne kroki taneczne łączone z gestykulacją, tworzące wrażenie "mowy ciałem". Toprock jest wstępem do każdego wyjścia na parkiet. Aby dobrze wykonywać top-rock, trzeba przede wszystkim wykonywać go dynamicznie i jednocześnie w rytm muzyki, dobrze jest też umieć improwizować. Podstawowe rodzaje toprocka:
- Indian Step
- Indian Crossover (Indian Rock)
- Crossover
- Hustler Step
- Charlie Rock
- Apache
- Salsa Step
- Latino Rock
- Bounce Roller Skate Step

Power moves – figury rotacyjne. Najefektowniejsza oraz najtrudniejsza część breakingu. Wymagają one dużej sprawności fizycznej ze względu na ich wysoce akrobatyczny charakter. Wymagają jednocześnie siły, gibkości, kondycji, poczucia ciała w przestrzeni oraz zaangażowania i szczególnie umiejętności samoasekuracji. Przede wszystkim jednak zaangażowania i dużo dłuższego treningu niż w przypadku innych elementów. Główne powery to:
- Backspin ("bączek") – obroty na plecach
- Handspin ("łapka") – obroty na jednej ręce w pozycji "skorpion" przy użyciu czegoś śliskiego (np. czapka)
- Headspin ("bańka") – obroty na głowie
- 1990 ("dziewiątka") – obroty na jednej ręce w pozycji wyprostowanej
- Swipes
- Turtle ("żółw") – chodzenie w kółko na rękach w pozycji "skorpion"
- UFO – "żółw" na prostych rękach
- Windmill ("bary") – charaktersytyczne obroty na górnej części ciała (barki, głowa, plecy)
- Headmill – szybszy windmill z przejściem na głowie
- Babymill / munchmill / ("bejbisy") – windmill ze złączonymi i ugiętymi nogami
- Tombstone mills – windmill ze złączonymi i prostymi nogami
- Bellymills – windmill z przejściem na brzuchu zamiast na barkach (mylone często z superman mills)
- Superman mills – windmill z przejściem na wyciągniętych do przodu przedramionach zamiast na głowie/barkach
- Halo ("trax")
- Flare / koła thomasa ("thomasy")
- Crickets – podskakiwanie w pozycji "skorpion" na jednej ręce
- Jack Hammers – cricket na jednej ręce
- Circle/Virgin flares ("zegary") – flare ze złączonymi nogami nisko przy ziemi
- Airflare/Airtracks ("twistery")
- Elbowtrack ("twister na łokciach/przedramieniach")
- 2000 – dziewiątka na dwóch rękach
- Rubberband ("sprężynka")
- Elbow spin ("kręcenie się na łokciu")
- Shoulder spin ("kręcenie się na ramieniu")

Ćwicząc powermoves należy równocześnie ćwiczyć płynne przejścia pomiędzy nimi tak aby można było wykonywać ich kilka z rzędu (np. bary, thomasy, bańka, bary, backspin).
Freeze – figura statyczna, polegająca na "zastygnięciu" w konkretnej pozycji na kilka sekund:
- Baby Freeze Open
- Baby Freeze Close
- Chair Freeze ("krzesełko")
- Turtle Freeze (tzw. "skorpion") – stójka na ręce podpartej o brzuch
- Air Baby
- Air Jordan
- Shire Freeze
- Tilting Tower Freeze
- Hollow Back
- Invert Freeze
- Ninja Freeze
- Plank Freeze
- Hi Plank
- One Hand Crutch / Flo Freeze
- Shoulder Freeze

Drop (Go down) – przejścia z toprocka do footworka/powermove, ważne kroki pozwalające zachować ciągłość taneczną:
- Coin Drop – podstawowy "rzut na plecy"
- Half Swipe
- Front Swipe
- Back Swipe
- Cross Swipe
- Knee Drop
- W
- Cork Screw

Footwork – kroki taneczne, najczęściej wykonywane z pozycji przysiadu podpartego. Aby dobrze wykonywać zarówno footwork jak i inne figury, trzeba wypracować flow czyli płynność ruchów. Słowem – nie wystarczy nauczyć się konkretnego ruchu, aby go dobrze wykonywać, należy jeszcze wykonywać go płynnie i bardzo dynamicznie. Podstawowe rodzaje footworków:
- Six Step
- Four Step
- Three Step
- Baby Love
- C.C.
- Bounce C.C.
- C.C. Jump On The Leg
- Peter Pan (Piotruś Pan)
- Octopus
- Two Step (Baby Swipes)
- Bicycle Pumps
- Scrambles
- Pretzel
- Helicopter
- Zulu Spin

W breakdance nie ma ścisłego zakresu ruchów (poza podstawowym zestawem figur, głównie powermoves które wypada umieć), co odróżnia go od większości stylów tańca. Ruchy można tworzyć samemu w oparciu o znane wcześniej ruchy. Najbardziej oryginalni b-boye z największym zestawem własnych kombinacji często uważani są za lepszych. Podobnie jak ci, którzy potrafią standardowe ruchy (najczęściej footwork i freeze, ale czasami także powermoves) dopasować do odtwarzanej muzyki. Takie łączenie ciała z muzyką nazywane jest potocznie „Beat Killingiem”, a tancerze bardzo dobrze czujący rytm nazywani są „Beat Killerami”. Przykładowi Beat Killerzy to: b-boy Machine, b-boy Born, b-boy Taisuke, b-boy Physicx, b-boy Kleju, b-boy Hong 10, czy b-boy Thesis.

## Rywalizacja

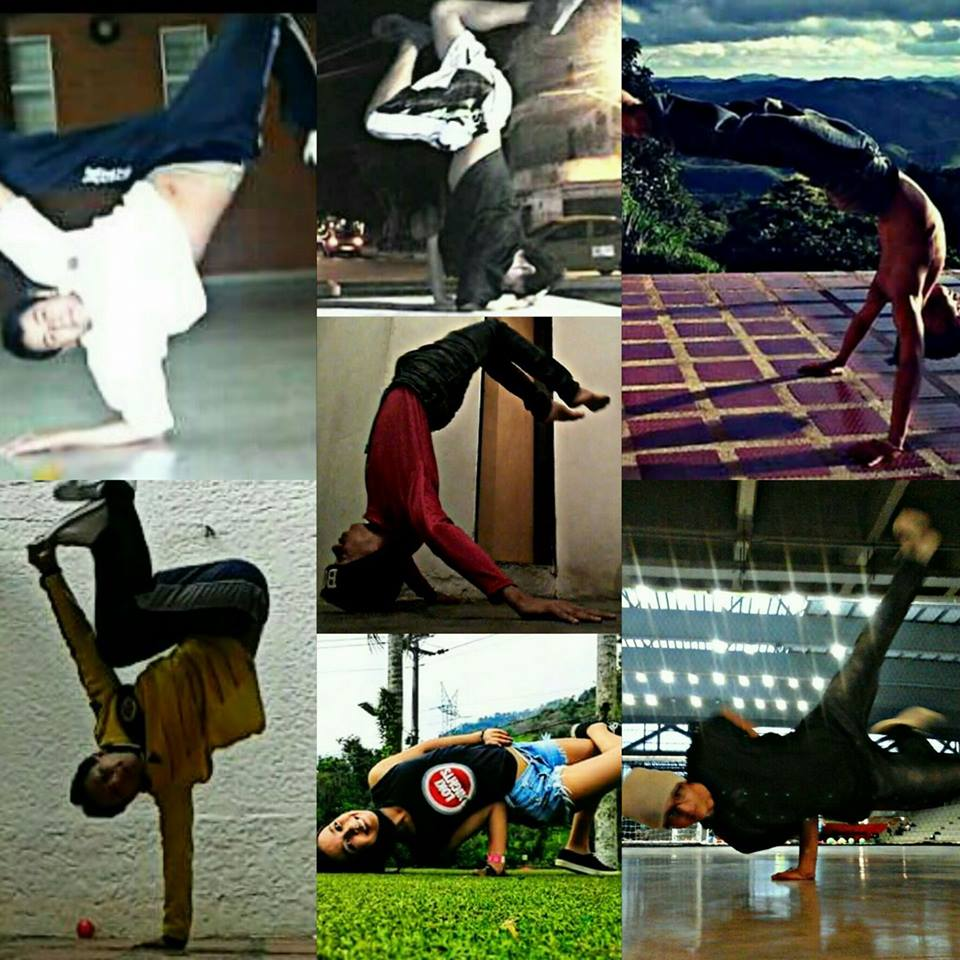
Breakdance

Nieodłącznym elementem kultury b-boyingu są specyficzne formy rywalizacji w tańcu. Klasyczne pokazy solowe lub grupowe oceniane przez sędziów, tak charakterystyczne dla wszystkich tańców nowoczesnych, w breakdance odchodzą powoli do lamusa.

### Bitwa
Określana też jako „batelka” (od ang. battle), lub „kontest”. Naprzeciw siebie stają dwaj tancerze, lub dwie grupy i starają się nawzajem „pokonać” w wykonywanych ruchach. Liczy się zarówno technika, jak i wyczucie rytmu oraz własny styl. Przeciwnicy często wchodzą ze sobą w specyficzną interakcję gestów – ruchami ciała, rąk i twarzy okazują sobie nawzajem wyższość, prześmiewczość, lekceważenie, a w skrajnych przypadkach nawet pogardę i gesty obraźliwe, jednak najważniejsza zasada bitwy brzmi: nie wolno dotknąć przeciwnika. Bitwę może oceniać sędzia lub publiczność. Często wygrana nie zależy od rzeczywistych umiejętności, lecz od odpowiedniego zaprezentowania się i improwizacji, a co za tym idzie zdobycia sympatii publiki oraz sędziów.

### Kółeczko
Kółeczko (ang. cypher) to bardziej forma tanecznego wyładowania, niż rywalizacji pomiędzy tancerzami. Tworzą oni kółko, a na jego środek wychodzi każdy, kto chce wyjść i prezentować swoje umiejętności. Jeśli ktoś czuje się w kółeczku dość pewnie, może wybrać sobie przeciwnika i gestami dać mu do zrozumienia, że chce bitwy – wtedy pozostali tancerze zamieniają się w publiczność, która bitwę ocenia.

### Kontest
Często na zawodach organizowane są tzw. kontesty – bitwy ograniczone do jednego elementu (np. toprock contest, footwork contest, powermove contest itd.) lub danej płci lub grupy wiekowej tancerzy (b-girl contest, kid contest itp.).

## Muzyka
Pierwotnie muzyką, do której tańczyli b-boye, była muzyka funk oraz soul puszczana na imprezach jako muzyka rozrywkowa. Z czasem DJ-e zaczęli zapętlać momenty, w których leciała sama perkusja (beat), co stało się podwaliną i inspiracją dla gatunku breakbeat, będącego najbliżej „idealnej” muzyki do tańca. Z głośników przenośnych magnetofonów w latach 80. oraz 90. leciał także hip-hop oraz electro. Te właśnie gatunki (funk, soul, breakbeat, hip-hop, electro) uważane są za muzykę do tańczenia breakdance, co nie znaczy, że każdy utwór posiadający cechy danego gatunku jest muzyką do breakdance. Np. współczesnym odmianom tych gatunków (szczególnie hip-hopu) bardzo daleko do ich pierwowzorów, głównie dzięki nastawieniu na masowego odbiorcę.
Artyści tworzący stricte b-boyowy breakbeat, to m.in. DJ Def Cut, DJ Zeb Roc Ski, DJ Kid Stretch, Esone, DJ Nas'D, DJ Woodoo, czy DJ M@R.

## Początki
Breakdance miał swój początek w dzielnicy Bronx, w Nowym Jorku. Powstał on od tzw. Uprock Battles (bitwy uprockowe) uprawianych przez tamtejsze gangi. Uprock (rocking) polega pokazywaniu różnych gestów i póz pod adresem przeciwnika (np. markowaniu uderzeń, kopnięć itp., były one głównie improwizowane).
Uprock następnie przekształcił się w toprock (dużą inspiracją był taniec i muzyka Jamesa Browna). Później powstały kroki w parterze (footwork/floorrock) i szybsze, skomplikowane figury (powermoves). Właściwa forma breaka to zasługa głównie grup Rock Steady Crew i New York City Breakers. W Europie dużą popularność przyniósł tańcu film „Beat Street” z 1984 r., na którym uwieczniona jest m.in. bitwa wspomnianych dwóch legendarnych ekip.

### Początki w Polsce
Pierwszą półprofesjonalną grupą breakową była szczecińska grupa Be-Bop, oraz pochodząca z Gniezna Flash Boys założona około roku 1986 w dwa lata po wielkim sukcesie Beat Street. Pierwsze mistrzostwa Polski odbyły się już w roku 1985 w Piotrkowie Trybunalskim. Grupa Be-Bop wyrusza na drugą edycję turnieju gdzie dominuje i zdobywa pierwsze miejsce. Po rozpadzie grupy Be-bop w Szczecinie powstała nowa grupa na podbudowie starej: Broken Steps. Już po czasach „wielkiej mody na breakdance” w roku 1987 zostaje założona we Włocławku grupa Scrap Beat, której to liderem i założycielem jest Robert Nieznański. Grupa przez ponad dekadę wyznaczała standardy w technicznym opanowaniu breaka, głównie figur power-moves. W późniejszym okresie swojej działalności grupa wyłączyła się z aktywnego udziału w życiu „podziemnej” sceny breakdance i skupiła się na działalności komercyjnej.

## Literatura związana z b-boyingiem
- „Art of Battle” autorstwa Aliena Nessa
- „B-Boy Foundation” autorstwa Wojciecha Dziedzica – Wydawnictwo: Fundamenty Stylu ISBN 978-83-937857-8-0